# Erythrodiplax cleopatra
Erythrodiplax cleopatra är en trollsländeart som beskrevs av Friedrich Ris 1911. Erythrodiplax cleopatra ingår i släktet Erythrodiplax och familjen segeltrollsländor. IUCN kategoriserar arten globalt som livskraftig. Inga underarter finns listade i Catalogue of Life.